# Сан Ђакомо (Верона)
Сан Ђакомо је насеље у Италији у округу Верона, региону Венето.
Према процени из 2011. у насељу је живело 66 становника. Насеље се налази на надморској висини од 60 м.